# Max Trautz
Max Trautz (Karlsruhe, 19 de março de 1880 — Karlsruhe, 19 de agosto de 1960) foi um químico alemão.
Publicou mais de 190 artigos científicos, especialmente no campo da cinética química. Foi o primeiro a investigar a ativação da energia de moléculas conectando os novos resultados de Max Planck relativos à luz com observações químicas.
É também conhecido como fundador da teoria das colisões, juntamente com o britânico William Lewis. Enquanto Trautz publicou seu trabalho em 1916, Lewis publicou o seu em 1918. Contudo, um desconhecia o trabalho do outro devido à Primeira Guerra Mundial.

## Publicações
- Trautz, Max. Der Temperaturkoeffizient der spezifischen Wärme von Gasen, 1913
- Trautz, Max. Die Theorie der chemischen Reaktionsgeschwindigkeit und ein neues Grenzgesetz für ideale Gase, 1915
- Trautz, Max. Messungen der spezifischen Wärme von Co 2, Cl 2 und So 2, 1916
- Trautz, Max. Das Gesetz der Reaktionsgeschwindigkeit und der Gleichgewichte in Gasen. Bestätigung der Additivität von Cv-3/2R. Neue Bestimmung der Integrationskonstanten und der Moleküldurchmesser, Zeitschrift für anorganische und allgemeine Chemie, Volume 96, Issue 1, Pages 1 – 28, 1916
- Trautz, Max. Die Theorie der Gasreaktionen und der Molarwärmen und die Abweichungen von der Additivität der inneren Atomenergie, 1917
- Trautz, Max. Praktische Einführung in die Allgemeine Chemie, 1917
- Trautz, Max. Der Verlauf der chemischen Vorgänge im Dunkeln und im Licht, 1917.
- Trautz, Max. Die Einwirkung von Stickoxyd auf Chlor
- Trautz, Max. Die langsame Verbrennung des Jodwasserstoffgases
- Trautz, Max. Die Reibung, Wärmeleitung und Diffusion in Gasmischungen
- Trautz, Max. Lehrbuch der Chemie